# Arcte
Arcte é um gênero de traça pertencente à família Arctiidae.